# Philipp von der Marck

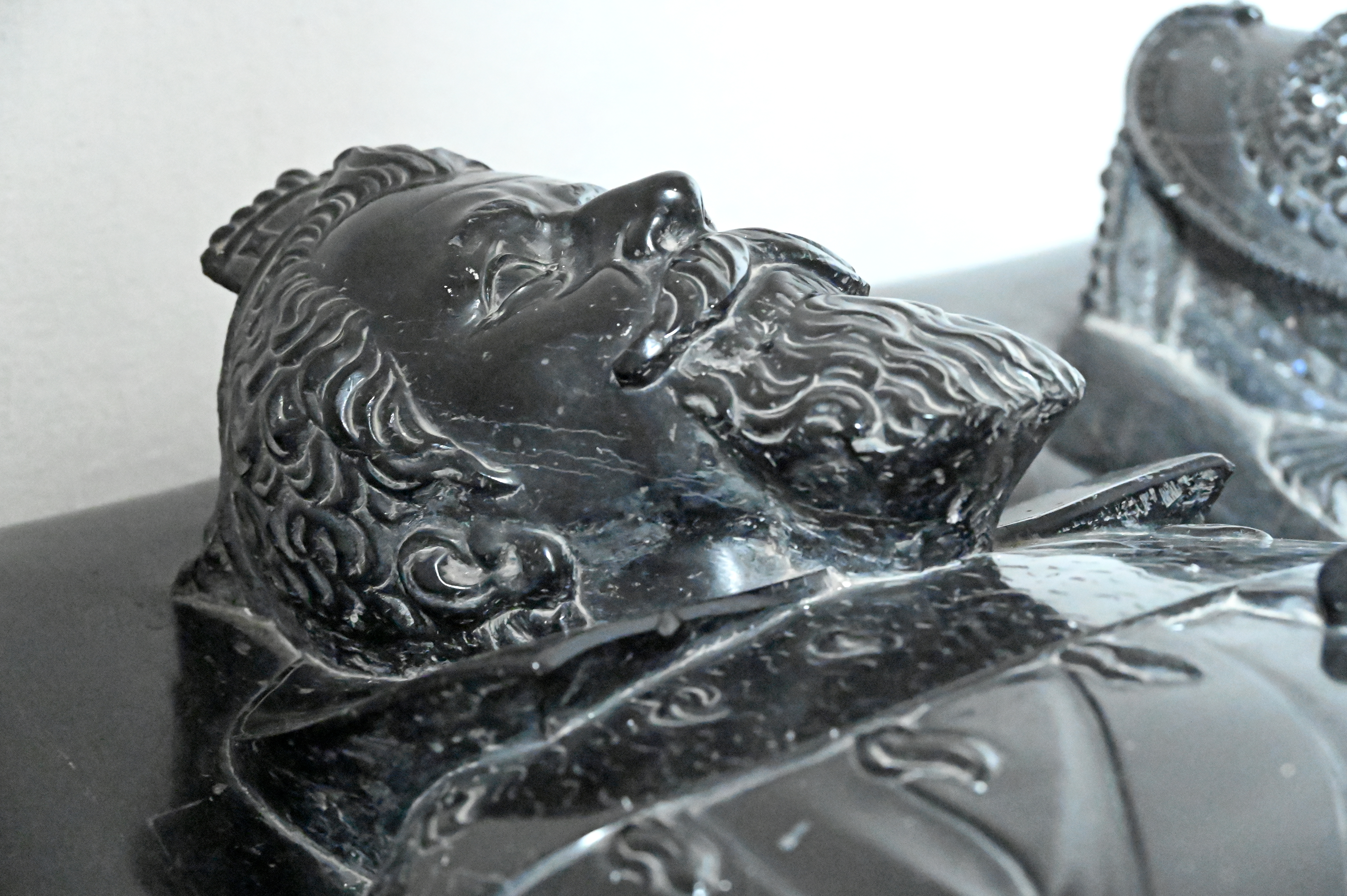
St. Leodegar (Niederehe), Hochgrab des Grafen Philipp von der Mark (gest. 1613), Relief um 1625

Philipp von der Marck (* 1. Juli 1548; † 15. April 1613) erwarb mit Gewalt die Herrschaft Schleiden und war erster Reichsgraf von Schleiden.

## Leben
Er stammte aus der Linie Lummen (Lumay) des Hauses von der Mark. Der Vater war Johann II. von der Marck. Die Mutter war Margareta van Wassenaer.
Als nachgeborener Sohn war er Domherr in Köln, Lüttich und Straßburg. Nachdem sein Bruder Wilhelm ohne Nachkommen starb, resignierte er seine Pfründe und heiratete Katharina von Manderscheid-Schleiden. Diese war die Tochter des Grafen Dietrich V. von Manderscheid-Schleiden. Mit seiner Frau hatte er vier Kinder. Darunter war die Tochter Josina und der Sohn und Erbe Ernst.  
In seinem Ehevertrag hat er ausdrücklich auf alle Ansprüche auf den Besitz seines Schwiegervaters verzichtet. Von seinen Schwägern Dietrich VI. und Joachim von Manderscheid wurde ihm 1580 das Schloss Gelsdorf und der zugehörige Besitz übertragen. Diesen empfing er 1592 vom Kölner Kurfürsten Ernst von Bayern als Lehen. 
An die Vereinbarung mit Dietrich V. sah sich Philipp nach dem Tod der Schwäger nicht mehr gebunden. Er sah seine Frau als Erbin. Er vertrieb aus dem Schloss Kerpen den Grafen Dietrich von Manderscheid-Kayl. Er setzte sich in Besitz der Herrschaften Kasselburg, Neu-Blankenheim und der Vogtei Fleringen. Auf Schloss Schleiden lebte die Witwe Dietrichs VI. Elisabeth von Stolberg. Er drang mit Waffengewalt in das Schloss ein und nahm die Witwe gefangen. Nachdem diese eine andere Ehe eingegangen war, wurde sie freigelassen. Im Jahr 1593 bemächtigte er sich mit Gewalt der Kronenburg und der Saffenburg an der Ahr. Auch andere Besitzungen versuchte er an sich zu bringen. 
Sein Vorgehen führte zu langen auch rechtlichen Auseinandersetzungen. Schleiden musste Philipp einige Monate nach der Inbesitznahme zunächst wieder räumen, weil der Kaiser und auch der König von Spanien als Herrscher über das Herzogtum Luxemburg die Ansprüche der Witwe von Dietrich VI. anerkannten.
Im Jahr 1611 beziehungsweise 1612 kam ein Vergleich mit den anderen Erben zu Stande. Danach erhielt Philipp Schleiden, Saffenburg, Ottignies und Niel-Saint-Martin in Brabant, Grancey in der Champagne und ein Anteil von Kerpen. Noch zu seiner Zeit wurde die Herrschaft Schleiden zur Reichsgrafschaft erhoben. 
Begraben ist er in einem Hochgrab in der Klosterkirche Niederehe.